# Urian
Urian ist ein alter männlicher Vorname keltischer Herkunft, der auch als Nachname vorkommt.

## Varianten
- Urbian
- Urion
- Urian
- Uren
- Urien

## Herkunft
Erste Erwähnungen findet der Name im Jahr 1273 in The Hundred Rolls of Huntingdonshire, in der ein „John, Sohn von Urian“ erwähnt wird. Die ursprüngliche Form des Namens in Altbritisch war Urbgen.
Als Nachname wird das erste Mal Hurhion 1687 in Tonbridge, Kent, erwähnt. Der Nachname kommt auch als Urian, vor allem im angelsächsischen Raum, vor. Heute wird der Vorname Urian selten vergeben.
Einer der von Geoffrey von Monmouth genannten mythischen britischen Könige war Urbianus, der möglicherweise auf Urien (auch Uryen) König von Rheged, zurückgeht, der auch als König des Sagenkreises um Artus erscheint.
Im apokryphen 1. Buch Henoch erscheint Urian als Namensform des Erzengels Uriel.

## Namensträger
- Urian Brereton (um 1505–1577), Kammerdiener von König Heinrich VIII. von England
- Urian Oakes (1631–1681), englischer Pfarrer und Präsident des Harvard College
- Urian, Pseudonym des deutschen Literaturhistorikers und Schriftstellers Carl Einstein

## Herr Urian
Seit dem 17. Jahrhundert bezeichnet „Herr Urian“ oder auch „Hans Urian“ im Deutschen einen Tölpel, einen unerwünschten Gast oder jemanden, vor dem man wenig Achtung besitzt; man nennt diesen Menschen so, wenn man ihn nicht erwartet hat. Begegnungen mit Herrn Urian sind in der Regel unerwünscht.
Scherzhaft oder beschönigend wird „Herr Urian“ oder „Meister Urian“ auch als Bezeichnung für den Teufel verwendet. Bekannt ist dieser Gebrauch aus Goethes Faust (Walpurgisnacht):
Die Hexen zu dem Brocken ziehn,
Die Stoppel ist gelb, die Saat ist grün.
Dort sammelt sich der große Hauf,
Herr Urian sitzt oben auf.
Ebenso bekannt ist das Gedicht Urians Reise um die Welt von Matthias Claudius mit den Anfangszeilen „Wenn jemand eine Reise tut,/ So kann er was verzählen“. Der Refrain lautet:
Da hat Er gar nicht übel dran getan;
Verzähl' Er doch weiter Herr Urian!
Weiterhin findet sich „Urian“ in Lebens-Ansichten des Katers Murr von  E.T.A. Hoffmann als Bezeichnung für einen unerwünschten Gast:
‚Halt‘, dacht ich in meinem Sinn. ‚Den Urian wirst du doch ertappen‘ [...]
Weitere Beispiele aus der Literatur:
- André Gide: Die Reise Urians (Erzählung, 1893)
- Lisa Tetzner: Hans Urian oder Die Geschichte einer Weltreise (Roman, 1929)
- Kurt Bachor: Urian, der Keiler vom Kesselloch (Tiergeschichte, 1967)